# Мордова (река)
Мордова (Елшанка) — река в России, протекает в Татищевском и Саратовском районах Саратовской области. Правый приток Волги.

## География
Мордова начинается на плато на правом берегу Волги в нескольких километрах северо-восточнее села Гартовка, течёт на юго-восток. Протекает через Гартовку, ниже неё запружена, ещё ниже, в 20 км от устья, принимает правый приток Овраг Елшанка. Затем Мордова поворачивает на восток и протекает через населённые пункты Вольновка и Шевырёвка. В Шевырёвке река запружена. Ниже Шевырёвки снова поворачивает на юго-восток и впадает в Волгоградское водохранилище у села Расловка, в 1003 км от устья Волги. Длина реки составляет 35 км, площадь бассейна — 246 км².

## Данные водного реестра
По данным государственного водного реестра России относится к Нижневолжскому бассейновому округу, водохозяйственный участок реки — Волга от Саратовского гидроузла до Волгоградского гидроузла, без рек Большой Иргиз, Большой Караман, Терешка, Еруслан, Торгун, речной подбассейн реки — подбассейн отсутствует. Речной бассейн реки — Волга от верхнего Куйбышевского водохранилища до впадения в Каспий.
Код объекта в государственном водном реестре — 11010002212112100010886.